# NGC 5585
NGC 5585 је спирална галаксија у сазвежђу Велики медвед која се налази на NGC листи објеката дубоког неба.
Деклинација објекта је + 56° 43' 44" а ректасцензија 14h 19m 47,7s. Привидна величина (магнитуда) објекта NGC 5585 износи 10,5 а фотографска магнитуда 11,2. Налази се на удаљености од 9,061 милиона парсека од Сунца. NGC 5585 је још познат и под ознакама UGC 9179, MCG 10-20-94, CGCG 295-45, IRAS 14182+5657, KARA 624, KUG 1418+569, PGC 51210.